# Narración
Narración es la manera de contar una secuencia o una serie de acciones realizadas por personajes determinados a lo largo de un intervalo de tiempo determinado, es decir, se refiere lingüística o visualmente a una sucesión.
Tanto las acciones, como personajes y lugar, pueden ser reales o imaginarios. Esto no afecta al carácter de la narración, porque el objetivo del autor de la narración es que el lector se imagine los sucesos que se cuentan.

## Características de la narración literaria

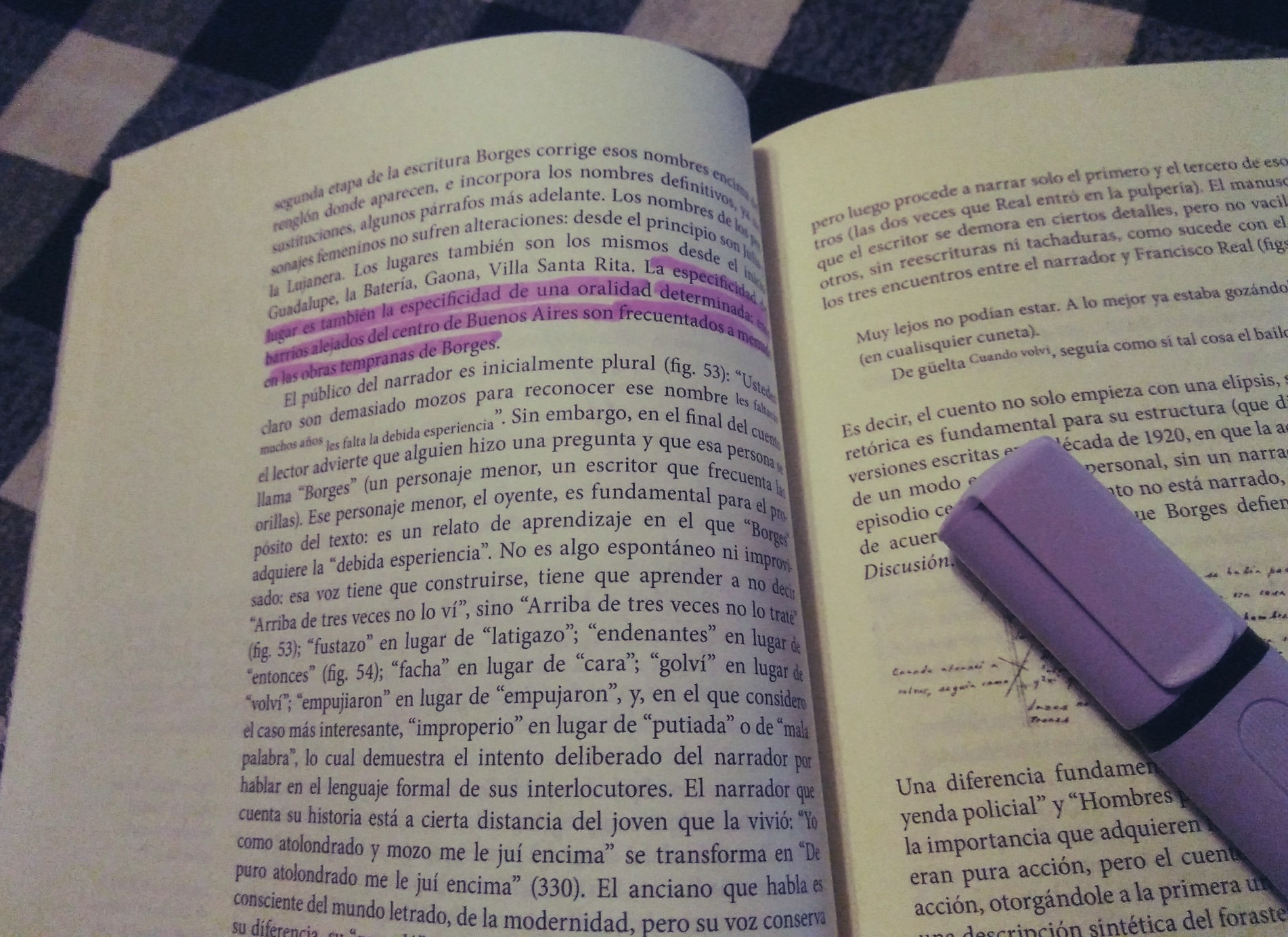
Libro de análisis narratológico.

Dado que una narración es encadenamiento de sucesos, las relaciones sintácticas fundamentales que se dan son de naturaleza causal y temporal: un hecho lleva a otro y, por lo tanto, existe fluir temporal. En este sentido, es frecuente en un relato el uso de conjunciones o locuciones conjuntivas que indiquen causa y consecuencia, adverbios y locuciones adverbiales de tiempo. También, por su utilidad para señalar hechos que se van sumando unos a los otros, es frecuente el uso de la coordinación copulativa. En cuanto a la modalidad causal, es lógico el predominio de cláusulas aseverativas.
Dado que el fluir temporal es un aspecto básico y caracterizador de una narración, las formas verbales desempeñan un papel fundamental. Los tiempos verbales más usados para narrar son los de aspecto perfectivo, esto es, aquellos que presentan la acción como acabada. Esto es así porque son los que permiten ir encadenando las distintas acciones una después de las otras a medida que van concluyendo. El tiempo verbal más habitual es el pretérito perfecto simple o indefinido, además de los distintos tiempos compuestos que también son perfectivos.
También narra sucesos extraordinarios o reales, según el autor decida.
Por su significado, abundan necesariamente los verbos de movimiento, de acción y de lengua.

## Elementos de la narración
- Personajes: Persona que aparece en la historia.
- Acciones: Los actos que realiza cada personaje.
- Tiempo: El periodo de tiempo que se le da a un personaje.
- Espacio: El lugar donde ocurren los hechos.
- Narrador: El narrador contempla y cuenta los hechos que suceden de una manera ordenada, y en ocasiones juzga lo que sucede. En otras ocasiones se desconoce quién es el narrador, pero se conoce su existencia.

### Personajes
Los acontecimientos que suceden son acciones realizadas por personajes. Un personaje es cualquier entidad que lleva a cabo acciones gracias a las cuales el argumento de la narración puede progresar. Un personaje puede ser tanto una persona como un animal o un objeto. Estas tres entidades hacen que la narración pase de una situación inicial a una situación final.
Un ejemplo claro de una narración en la que no intervenga ningún ser vivo es La lluvia amarilla, de Julio Llamazares.

#### Tipos de personajes
El protagonista es el personaje principal, en el que recae la acción narrativa, por ende, el interés del narrador se centra en lo que hace y lo que le sucede. En la mayoría de las narraciones el protagonista pretende resolver problemas que se le presentan. En esos casos aparece el papel de antagonista, es decir, el personaje que se opone al protagonista y a sus acciones, e intenta que no resuelva dicho problema. Los personajes restantes que intervienen en la historia son los denominados personajes secundarios.
La importancia de cada personaje es el sentido que tiene la participación de este en la historia, y hay que tener presente la función que desempeña cada uno, con el tema de la trama.

#### Caracterización de personajes
Aunque en ocasiones el personaje esté basado en una persona real, el escritor lo describe, por lo que gracias a él se puede descubrir quién y cómo es y qué rasgos lo caracterizan. Según esto, un personaje también se puede definir como una "creación del autor". Siguiendo este proceso, existen varios recursos para la caracterización de un personaje:
- Descripción: El autor describe tanto física como psicológicamente al personaje para poder retratarlo y representarlo. Puede ir tanto al comienzo del texto o cuando la acción ya ha comenzado y el relato avanza.
- Acción: Según el comportamiento y las reacciones del personaje, se puede dar una idea de cómo es.
- Diálogo: Según la conversación del personaje, se puede tener una noción de las ideas de este y de sus intenciones, es decir, los rasgos característicos de cada personaje viene definido por sus palabras.

### Acción narrativa
Se llama historia a la serie de acontecimientos relacionados entre sí que han sucedido en un orden determinado. Claramente una historia se puede contar de formas muy diversas, por lo que da lugar a narraciones, órdenes y estructuras distintas. La estructura de la acción narrativa es la manera en la que en un relato se han organizado los acontecimientos que constituyen la historia.
En un relato la acción está constituida por capítulos, que a medida que la narración sea más larga, los capítulos serán más extensos también.

#### Estructura de la acción narrativa
La estructura de los capítulos se presentan dependiendo del orden que les dé el autor siguiendo el sentido del texto. Siempre se distingue una situación inicial y una situación final, y los sucesos que le ocurren a los personajes es la causa de pasar de una situación a otra. A este esquema le corresponde la estructura planteamiento-nudo-desenlace.
- Inicio: Se cuenta quiénes son los personajes, dónde y cuándo transcurre la historia y cuál es el problema que les afecta.
- Nudo: Se desarrolla el problema que afecta a los personajes, narrando todas las acciones que realizan los protagonistas para resolver dicho problema. En los relatos largos es la parte más extensa, y está formado por múltiples capítulos.
- Desenlace:  Se narra el resultado final, en otras palabras, si el personaje resuelve finalmente dicho problema.

No todos los textos narrativos se ajustan a esta estructura, sino que en algunos casos no existe tal presentación de personajes, y el relato, en ese caso, comienza directamente en la mitad de la trama, lo que se denomina in medias res. En otros casos comienza directamente por la situación final, para contar después qué es lo que ha llevado a ese desenlace, lo que se denomina in extrema res. El autor también puede preferir no contar el desenlace de la trama, lo que se denomina final abierto, cuando causa al lector una imaginación de cómo terminaría el asunto.

### Tiempo narrativo
Las acciones que realizan los personajes suceden una detrás de otra, y forman así una sucesión. Para analizar el tiempo narrativo hay que tener presente el tiempo de la historia y el tiempo del discurso o tiempo de la narración.

#### Tiempo de la historia
Con frecuencia el narrador indica la época concreta, pero en otros casos no la indica, y el lector puede deducirle por la apariencia de los personajes, por ejemplo. También el narrador puede no indicar ninguna referencia hacia la época, para que el relato tenga una validez universal.
El tiempo de la historia también comprende la cronología de los acontecimientos.

#### Tiempo del discurso
Según el orden de la narración, existe una narración lineal, la cual se cuenta en el orden en el que sucedieron los acontecimientos.
Mediante distintas técnicas el narrador puede alternar dicho orden, como sucede con in media res, cuando la historia comienza por la mitad, y con in extrema res, cuando empieza por el final. En otros casos se inserta la retrospección o flashback, cuando se cuentan hechos que sucedieron en el pasado, la anticipación, que es el mismo caso solo que los hechos suceden más tarde, y la simultaneidad, cuando ocurren al mismo tiempo.
Mediante otras técnicas los narradores hacen uso del ritmo. El ritmo se diferencia en un ritmo rápido, cuando los acontecimientos transcurren en un espacio corto de tiempo, y el narrador puede incluir saltos en el tiempo o deja de explicar los hechos ya que no los considera importantes, y en un ritmo lento, cuando los acontecimientos, que tienen una duración corta, el narrador alarga el espacio de tiempo y hace uso entonces de detalles tanto en las descripciones como en las reflexiones y explicaciones.

#### Velocidad y relación entre tiempos
Se refiere a la relación entre el tiempo de la historia y el tiempo del relato. Esta relación puede ser de igualdad o no. El tiempo de la historia (TH) hace referencia a lo que se cuenta y el tiempo del relato (TR) al cómo se cuenta. Analizando el ámbito literario, Genette establece la siguiente clasificación: 
- Escena: relación de igualdad. Coloquialmente se llama "tiempo real". Existe una sincronía perfecta entre ambos tiempos. TH=TR.
- Elipsis: se da cuando hay una parte del relato que no se cuenta y suele coincidir con un cambio de escena. Para un tiempo de la historia x, el tiempo del relato es 0. TH=TR=0.
- Sumario: se trata de una aceleración del relato, una compresión de los acontecimientos de la historia en forma resumida (se omiten ciertos detalles de la historia para hacer el relato más corto). Esto produce que el tiempo de la historia sea mayor que el tiempo del relato. A menudo se plantea como una transición entre secuencias. TR<TH.
- Pausa: para un tiempo de la historia 0, el tiempo del relato es x. No hay nada que contar de la historia pero sí del relato. A menudo se emplea para hacer descripciones. TH<TR.

### Espacio narrativo
El espacio está constituido por las referencias que hace el narrador al lugar donde transcurren los hechos de la historia. Hay que tener en cuenta que existen muchos relatos donde la acción transcurre en un espacio único y, en otros relatos, la acción transcurre en lugares diferentes. También algunos de los espacios pueden estar definidos por escasas descripciones, solamente aparecen nombrados y, en otras ocasiones, pueden aparecer bien definidos, dotados con descripciones, como sucede en la obra Industrias y andanzas de Alfanhuí, de Rafael Sánchez Ferlosio. En estos casos cuando el espacio está descrito aparece el término de ambiente.

### Narrador
El emisor de un texto narrativo recibe, de acuerdo con la función que realiza, una denominación especial: la de narrador. No obstante, la razón de la misma estriba en la necesidad de prever que en algunos textos narrativos el emisor y el narrador no coinciden, o dicho con otras palabras, no son la misma persona. Tal situación se da, como es evidente, en los textos narrativos literarios. Lo que ocurre en las novelas y en los cuentos es que la historia que se cuenta ha sido inventada (o, por lo menos, así se presenta); dado que esto es así, no es posible que el emisor (el autor real) haya podido ser testigo de la misma. Por lo tanto, se entiende que quien narra no es él, sino un narrador indeterminado también inventado por ese autor. Partiendo de esta consideración, que nos lleva a utilizar siempre esa denominación de narrador, hay que analizar otro factor que también depende del narrador: la perspectiva o punto de vista que adopta para contar la historia.

#### Función del narrador
Un narrador es la persona que escribe cuentos, novelas, etc., en otras palabras, un narrador es un "escritor de relatos". Definiéndolo de otra manera, un narrador es el elemento estructural de la narración, que contempla los hechos narrados.
Autor y narrador no es lo mismo. Es el autor quien decide quién va a ser el narrador, y qué características va a tener. Dichas características constituyen el denominado punto de vista de la narración.

#### Participación del narrador
Sin haber participado en los hechos, el narrador puede conocerlos, y puede ser también uno de los personajes que intervienen en la historia. El personaje que funciona como narrador se denomina narrador interno, y el autor construye el relato fingiendo que la historia la cuenta uno de los personajes.
En la mayoría de las ocasiones el narrador interno coincide con el protagonista. En este caso predominan las formas verbales y los pronombres en primera persona. Los relatos de este tipo se denominan narración en primera persona. Con menos frecuencia el narrador no coincide con el protagonista, sino con un personaje secundario, lo que se denomina como narrador testigo.
Por otro lado, un narrador externo conoce los hechos que suceden y los personajes que intervienen, pero no participa en la historia, sino que la cuenta "desde fuera". Por esta razón no se referencia a sí mismo. Los relatos de este tipo se denominan narración en tercera persona.

#### Conocimiento del narrador
Dependiendo del grado de conocimiento del narrador, existen dos tipos:
- Narrador omnisciente: Conoce los aspectos y detalles de los personajes, de sus pensamientos, sus intenciones, su historia, etc. Normalmente se compara con una serie de divinidad que sabe todo y que se desplaza por su propia voluntad en tiempo y lugar.
- Narrador objetivista: Conoce lo que los personajes dicen y hacen, y no conoce sus pensamientos, sus sentimientos ni el porqué de sus actuaciones.

#### Tiempo del narrador
Lo más habitual es que el narrador cuente historias que han sucedido en el pasado, a éstas se llaman narraciones en pasado. Cuando los acontecimientos están sucediendo en ese preciso instante en el que el narrador narra los hechos, recibe el nombre de narraciones en presente. Lo menos habitual son las narraciones en futuro, cuando el narrador narra los hechos que aún no han acontecido.

#### Opinión del narrador
Cuando el narrador no decide si las acciones que realizan los personajes son buenas o malas, el narrador es objetivo. Cuando el narrador interviene en el relato y valora los hechos que realizan los personajes, dando una opinión, el narrador es subjetivo. Gracias a la subjetividad consigue dirigir la interpretación del lector en un sentido.

## Texto narrativo
Es un tipo de texto que narra o cuenta una serie de hechos reales o producto de la imaginación que conforman una historia y tiene final. Se caracteriza por recrear la forma de pensar y sentir de los personajes, describir lugares o espacios donde ocurren las acciones centrales del relato, y construir una trama o argumento que enlaza los hechos que van ocurriendo. En los textos narrativos se puede reconocer una organización de los acontecimientos a partir de un inicio, un nudo o conflicto y un final o desenlace de la historia.

### Comprensión de los textos narrativos
- Comprensión intratextual. Se refiere a la compresión de las relaciones de significado que suceden al interior del texto.

- Compresión intertextual. Se refiere a la comprensión que pone en un diálogo y un texto con otros, con el objetivo de crear conexiones y relaciones de sentido entre ellos.

## Estructura de la narración
Una narración presenta siempre, como mínimo, lo que se denomina un actor o persona completamente normal, que es aquel elemento que experimenta los sucesos o hechos referidos en ella. En el estudio de las narraciones se ha aplicado el término actante, que amplía la noción de personaje. Este personaje puede o no, ser también narrador de la historia.
Esta estructura no es necesariamente identificable en otros subgéneros narrativos como el relato o la novela o en el microrrelato.
Narrar implica que los hechos referidos estén relacionados, encadenados, y que se vayan sucediendo de forma más o menos lógica. Lo fundamental es que la sucesión de los hechos venga determinada por un principio de causalidad, esto es, que todo lo narrado tenga un antes del que provenga y un después al que se dirija.

### Reproducción de la voz de los personajes
Aparte de narrar los sucesos que constituyen la historia, en una narración puede ser necesario la reproducción de las palabras o pensamientos de aquellos seres (normalmente, personas) que los protagonizan. El narrador, a tal efecto, dispone de dos maneras o estilos de reproducir la voz de los personajes de la historia: el estilo directo y el estilo indirecto.
- El estilo directo es el que se manifiesta cuando la voz de los personajes se reproduce de forma literal, esto es, cuando sus palabras o pensamientos se reproducen tal cual fueron dichas o pensadas, sin cambiar, añadir o quitar nada. Lingüísticamente, estos fragmentos aparecen dominados por la primera persona. Gráficamente, el estilo directo aparece señalado por el uso de un guion que introduce la voz del personaje o por la acotación entre comillas de esta.

- El estilo indirecto, por su parte, es el que utiliza el narrador cuando con sus propias palabras nos reproducen la voz de los personajes, esto es, cuando, de una manera u otra, nos resume sus palabras o pensamientos. El estilo indirecto implica siempre, por un lado, la existencia de una selección de la información por parte del narrador (sólo reproducirá lo que a él le parezca conveniente) y, por otro, la falta de los matices emocionales y expresivos del personaje. Lingüísticamente, estos fragmentos estarán dominados por la tercera persona, en tanto que no son otra cosa sino narraciones de lo que piensan o dicen los personajes. El estilo indirecto admite gradaciones en cuanto al grado de fidelidad respecto de la voz del personaje; en este sentido, se suele distinguir entre el estilo indirecto propiamente dicho y el llamado estilo indirecto libre, que es una forma intermedia entre el directo y el indirecto. En esta variante, por un lado, es el narrador quien lleva con sus propias palabras la reproducción de la voz del personaje, pero, por otro, lo hace introduciendo por el medio expresiones (exclamaciones, interrogaciones, léxico particular...) que se supone reproducen directamente lo dicho o pensado por el personaje; obviamente, el estilo indirecto libre resulta más fiel al personaje que el estilo indirecto a secas.

### Personajes planos y redondos
- Personajes planos: Son creados a partir de una idea, cualidad o defecto, no evolucionan a lo largo de la narración, es decir, no cambian o varían a lo largo de la historia. Son seres simples y típicos. El lector ya los conoce y sabe cómo actuarán. No pueden sorprenderlo.

- Personajes redondos: Son aquellos que no encarnan una cualidad o un defecto. Se definen por su profundidad psicológica y porque muestran en el transcurso de la narración las múltiples caras de su ser. El lector no los conoce de antemano, por lo que no sabe cómo actuarán. Evolucionan, cambian; pudiendo sorprender al lector con su comportamiento. Tienen como las personas cualidades y defectos. Elementos de la narración : Persona que aparece en la historia . Acciones : Las acciones que realiza cada personaje . Tiempo : El periodo de Tiempo , largo o corto , que se le da a un personaje para realizar las acciones

## Manipulación del tiempo de la historia
El narrador, entre sus funciones, tiene también la de decidir en qué orden y con qué ritmo va a narrar la historia.

### Orden de la historia
Lo primero que se puede constatar es que el discurso narrativo está repleto de anacronías, esto es, discordancias entre el orden de sucesión en la historia y orden de sucesión en el relato. Toda narración ofrece una anacronía de orden general, puesto que la linealidad del lenguaje obliga a un orden sucesivo para hechos que quizá son simultáneos. Pero toda narración ofrece, a su vez, multitud de anacronías particulares o de detalle.
El mecanismo que con más frecuencia se usa es el de la retrospección o analepsis; es a lo que en el cine se denomina flashback, esto es, una mirada hacia atrás. Se empieza a contar una historia y, en un determinado momento, se detiene la narración para contar cosas que ocurrieron en el pasado. Un mecanismo menos utilizado sería el contrario, la prospección o prolepsis, esto es, el adelantar acontecimientos del futuro.

### Ritmo de la historia
En el momento de contar una historia, el narrador tiene también la posibilidad de hacerlo deteniéndose más o menos en los acontecimientos. La sensación de mayor minuciosidad viene producida por el uso de dos tipos de textos: la descripción (pues el tiempo está detenido) y la digresión autorial (los comentarios del narrador).
Por su parte, la sensación de rapidez proviene del uso del resumen (contar en pocas líneas lo que sucede en mucho tiempo) y la elipsis (eliminar fragmentos de la historia). Como forma intermedia, estaría el diálogo, al reproducir las palabras de los personajes, con lo que el tiempo narrativo se ajusta al tiempo real: su lectura dura lo que en teoría duraría ese diálogo en la realidad

## Subgéneros
Algunos de los subgéneros de la narrativa, ordenados de más breves a más extensos son el microrrelato, el cuento y relato, la nouvelle o novela corta y la novela.
Esta enumeración es muy general y con un objetivo meramente informativo. Hay muchos textos narrativos e incluso poéticos, escritos en las zonas grises entre estos géneros.
Muchos autores, por ejemplo, no consideran a la nouvelle como un género, sino como un caso especial de novela. Es importante aclarar que la longitud no es lo único que determina las características de los subgéneros de la narrativa. El microrrelato, por su característica de síntesis extrema, en muchos casos bordea el límite con la prosa poética

## Origen
Nace cuando los seres humanos de las civilizaciones antiguas observaban, admirados los que les rodeaba.
Se dice que desde cuando habitaban las cavernas, cuando emitían algunos gruñidos para descubrir su día de caza, o al tratar de describir los elementos que encontraba en el camino, pero más específicamente se le otorga el don de la palabra al hombre singular quien conjura palabra e imaginación para ordenar el caos proyectando visiones de lo inexplicado a sus congéneres
Epistemológicamente se dice que cuando uno sabe algo lo quiere narrar, la palabra “narrar”  viene del latín narrare (contar) y este se asocia con una raíz indoeuropea presente en: conocer, ignorancia, noble, norma, nota y notario. Según (Carrasco) el primer cuento del que se tiene noticia fue inventado por los sacerdotes mesopotámicos para explicar el cielo., la narración toma un contexto escrito desde los papiros Egipcios entonces los mayores eran los encargados de trasmitir los cuentos históricos de personajes famosos, aventuras con duendes y hadas  que se contaban en horas nocturnas cambia dependiendo en contexto cultural del momento, también se destacan los trovadores, viajeros.
Los narradores de la Edad Media entretejían historias míticas de los pueblos, en los siglos XVI y XVII los juglares que contaban las hazañas de los héroes como el Mío Cid quienes combinaban la música con la narración, se hace una recopilación de las historias populares que pasan de boca en boca donde Charlees Perrault recrea estas historias, pero también los hermanos Grimm, su éxito tuvo que ver con la conexión entre las historias  y la cultura oral del siglo XIX.
Han pasado muchos años y las personas siguen interesadas en escuchar los relatos que otras personas cuentan, ese gusto por contar es retomado a finales del siglo pasado por los maestros y bibliotecarios Escandinavos que generaron la hora del cuento esta iniciativa fue reproducida en otros países de Europa y América. 
De un tiempo acá en Europa está creciendo el número  de los cuentacuentos para adultos, para algunos observadores este hecho es “una moda psicoteatral que llego de Latino-américa” la cual se está arraigando en las grandes ciudades Europeas. Los espacios donde se presentan los cuentacuentos, cuenteros, narradores, van desde escenarios al aire libre a espacios cerrados como bares de público para ver y oír relatar a estos” actores narradores que tienen un repertorio muy amplio, cuentan historias remotísimas hasta el último premio literario.